# 仁世宇駅

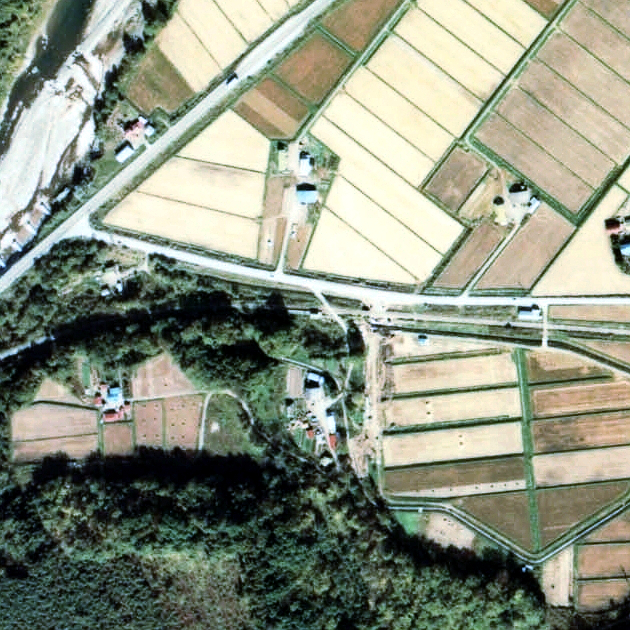
1978年の仁世宇駅と周囲約500m範囲。右側が日高町方面。駅は手前の林の影で判り難くなっているが、日高町側に踏切があり、仮乗降場スタイルの鉄骨コンクリート製の簡易型で、ホーム上踏切側に開放型の待合所を有していた。

仁世宇駅（にせうえき）は、北海道（日高支庁）沙流郡平取町字岩知志にかつて存在した、日本国有鉄道（国鉄）富内線の駅（廃駅）である。事務管理コードは▲132310。

## 歴史
- 1964年（昭和39年）11月5日 - 国有鉄道富内線振内駅 - 日高町駅間の延伸開通に伴い、開業[1][4]。旅客のみ取り扱い[1]の無人駅[5]。
- 1986年（昭和61年）11月1日 - 富内線の全線廃止に伴い、廃駅となる[2]。

### 駅名の由来
当駅所在地の集落名は「瑞穂」であったが、「この駅名ではほかにも2、3あるので」近くで集落の多い「仁世宇」の名称が駅名に採用された。
「仁世宇」の地名は、アイヌ語の「ニセウウㇱイ（niseu-us-i）」（ドングリ・多い・ところ）に由来する。

## 駅構造
廃止時点で、1面1線の単式ホームを有する地上駅であった。ホームは、線路の南側（日高町方面に向かって右手側）に存在した。転轍機を持たない棒線駅となっていた。
開業時からの無人駅で駅舎は無かったが、ホーム東側出入口附近にホームに屋根が掛けられた形の待合所を有していた。

## 利用状況
- 1981年度（昭和56年度）の1日当たりの乗降客数は14人[7]。

## 駅周辺
- 国道237号（日高国道）
- 北海道道638号宿志別振内停車場線
- 沙流川[11]
- ニセウ川[11]

## 駅跡
2011年（平成23年）時点では更地になっているが、線路跡は築堤となって残存しており、近くの道道にも踏切跡が残存する。また、1999年（平成11年）時点では附近の線路跡にバラストが残存していた。

## 隣の駅
日本国有鉄道
富内線
振内駅 - 仁世宇駅 - 岩知志駅